# Hemslingen
Hemslingen är en kommun och ort i Landkreis Rotenburg i förbundslandet Niedersachsen i Tyskland.
Kommunen ingår i kommunalförbundet Samtgemeinde Bothel tillsammans med ytterligare fem kommuner.